# Scott Reeder
Scott Reeder (16 de mayo de 1965 en Pomona, Estados Unidos) es un bajista norteamericano conocido por haber tocado en la banda de stoner rock Kyuss, y participar en bandas como The Obsessed.

## Historia
Se unió a Kyuss después de la salida de Nick Oliveri en 1992 y permaneció hasta que la banda se separó definitivamente en octubre de 1995, cuando Josh Homme formó Queens of the Stone Age. Reeder se unió al excantante de Kyuss, John Garcia, para formar Unida, una banda de stoner rock que sólo lanzó un disco de larga duración antes de tener problemas legales.
En 2002, Reeder produjo el álbum Coup De Grace de la banda de hard rock británica Orange Goblin, y John Garcia cantó como invitado en las canciones 'Made of Rats' y 'Jesus Beater'. Algunos fragmentos de la reunión de Reeder con Metallica se pueden ver en el documental Some Kind of Monster.
Reeder produjo y grabó el bajo para el disco Auricle que la banda Bütcher lanzó en 2005. Dejó la banda en octubre de 2006. Recientemente produjo el álbum "Wyllt" para la banda de Los Ángeles, Black Math Horseman.
En 2006, Reeder lanzó su primer álbum solista TunnelVision Brilliance, en el cual escribió e interpretó todas las canciones.

## Discografía

### Solo
- TunnelVision Brilliance (2006)

### Kyuss
- Welcome to Sky Valley (1994)
- ...And the Circus Leaves Town (1995)
- Shine! (1996)
- Into The Void (1996)
- Kyuss/Queens of the Stone Age (split EP) (1997)
- Muchas Gracias: The Best of Kyuss (2000)

### Otros
- The Obsessed - Lunar Womb (1992)
- Sunn O))) - ØØ Void (2000)
- The Obsessed - Incarnate (2001)
- Orange Goblin - Coup de Grace (2002)
- Goatsnake - Trampled Under Hoof (2004)
- Butcher - Auricle (2005)
- Black Math Horseman = wylth (2009)
- Yawning Sons - Ceremony to the sunset (2009)